# Катріна

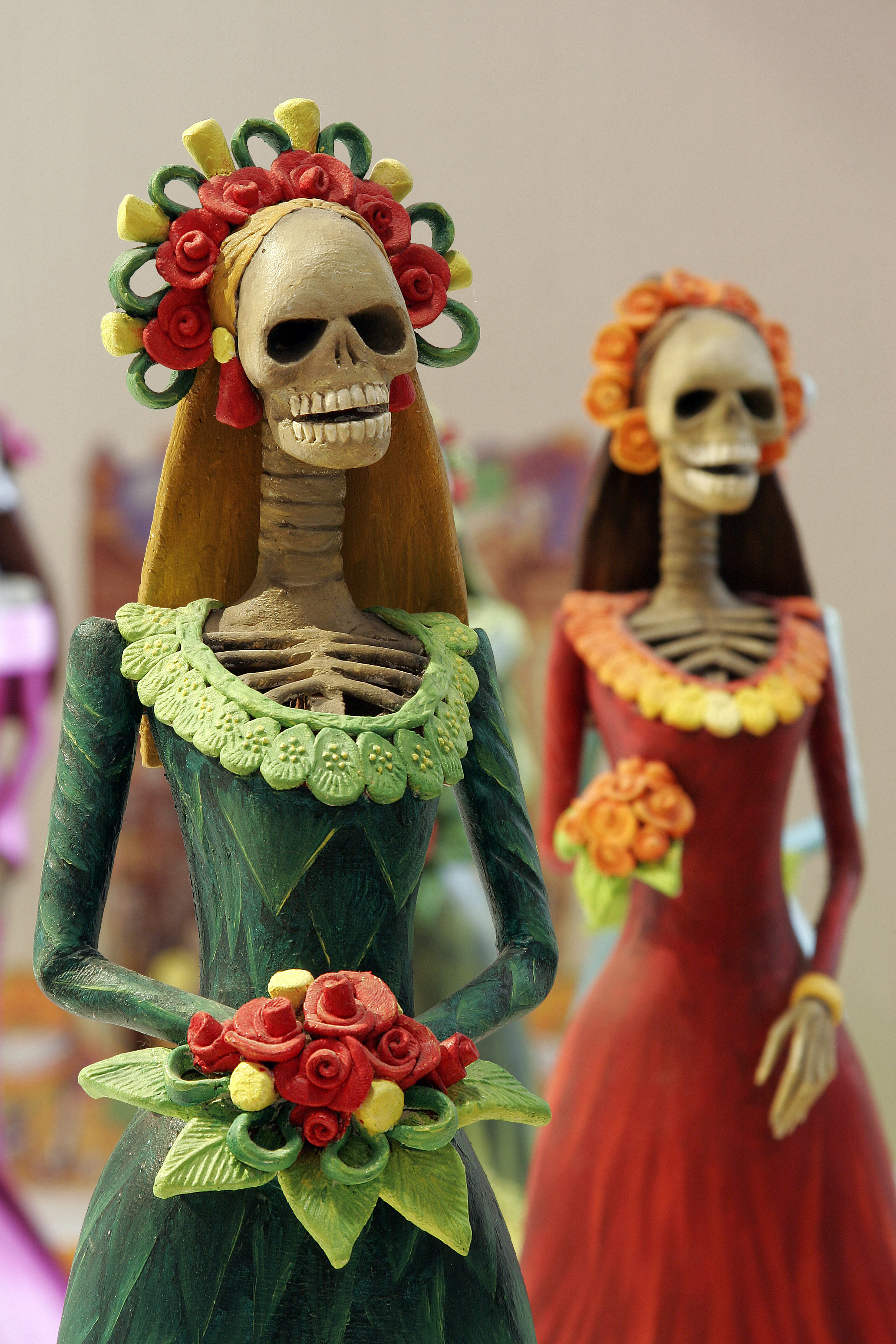
Дві Катріни, фігурки біля 40 см заввишки

Калавера Катріни, Череп Катріни або просто Катріна (ісп. La Calavera de la Catrina) — цинкова гравюра 1913 року мексиканського художника Хосе Гвадалупе Посади. Це зображення стало символом мексиканського образотворчого мистецтва, а її модифікації часто вставляються у художні композиції, присвячені Дню Мертвих (1-2 листопада), наприклад вівтарі та костюми-калавери. Це зображення було частиною більшої серії калавер (від ісп. calavera — «череп»), гумористичних зображень фігурок, зроблених у вигляді скелетів, та часто супроводжуються віршами.
Слово катріна (ісп. catrina) є формою жіночого роду слова catrín, що означає «франт». Фігурка, зображена в прикрашеному квітами капелюсі, модному на той час, призначена показати, що багаті та модні, незважаючи на їх претензію на важливість, так само смертні, як і всі інші.
Катріна була дуже популярним зображенням за часів Посади, проте невдовзі після його смерті зникла із людської пам'яті. Як і решта робіт Посади, її було знайдено і знову популяризовано французьким художником та істориком Жаном Шарло незабаром після Мексиканської революції. Катріна швидко отримала статус символу унікального мексиканського жанру мистецтва, її почали відтворювати у великій кількості примірників і варіантів. Це зображення було вставлено в настінну картину Дієґо Рівери Мрія про неділю в парку Аламеда, що також включає зображення самих Посади, Рівери, та його дружини Фріди Кало. Це зображення використовується як символ Дня мертвих не тільки у вигляді зображення, але й у інших формах, зокрема скульптурах.
У мультиплікаційній серії El Tigre: Пригоди Манні Рівери, зображення Сартани Смерті було навіяне зображенням Катріни.